# Mohammed Kasoula
Mohammed Kasoula (ur. 13 sierpnia 1986 w Kenii) – katarski piłkarz występujący na pozycji obrońcy. Od 2010 roku występuje w klubie Al-Sadd. Wcześniej grał w Al-Mesaimeer i Al-Khor.